# Río Reñihué
Río Reñihué är ett vattendrag  i Chile.   Det ligger i regionen Región de Los Lagos, i den södra delen av landet, 1 000 km söder om huvudstaden Santiago de Chile.
I omgivningen kring Río Reñihué växer i huvudsak blandskog och området är nästan obefolkat, med mindre än två invånare per kvadratkilometer.